# Інцидент з «Лаконією»
Інцидент з «Лаконією» (англ. Laconia incident) — серія подій, пов'язаних із затопленням британського пасажирського судна «Лаконія» в Атлантичному океані 12 вересня 1942 року під час Другої світової війни та наступним повітряним нападом на німецькі та італійські підводні човни, які брали участь у спробах порятунку постраждалих затопленого судна. «Лаконія», що перевозила 2732 члени екіпажу, пасажирів, солдатів і військовополонених, була торпедована та потоплена U-156, німецьким підводним човном, біля узбережжя Західної Африки. Діючи частково згідно зі старим призовим правом, командир підводного човна корветтен-капітан Вернер Гартенштайн негайно розпочав операції з порятунку вцілілих. U-156 передав по радіо свою позицію по відкритих радіоканалах всім союзним силам поблизу, і незабаром до нього приєдналися кілька інших німецьких підводних човнів, що патрулювали поблизу.
Спливши на поверхню та підібравши вцілілих, які розмістилися на носовій палубі, U-156 під прапорами Червоного Хреста вирушив на зустріч з французькими кораблями Віші та передати їм вцілілих. По дорозі підводний човен помітив бомбардувальник B-24 «Ліберейтор» ПС армії США. Екіпаж американського літака повідомив про місцезнаходження ворожого підводного човна, оголосивши про його наміри та присутність тих, хто вижив, на палубі, але отримав наказ атакувати підводний човен. B-24 убив бомбами та обстрілами десятки людей, хто вижили внаслідок катастрофи «Лаконії», змусивши командира U-156 скинути в море тих, хто залишалися живими, й терміново йти на глибину, щоб уникнути знищення.
Рятувальні роботи й далі проводили інші кораблі. Ще один німецький підводний човен, U-506, також був атакований американськими літаками та був змушений пірнути на глибину. Загалом врятовано від 976 до 1083 осіб; однак унаслідок цих подій загинуло від 1658 до 1757 осіб, переважно італійських військовополонених. Ця подія змінила загальне ставлення персоналу нацистського флоту до порятунку моряків союзників, які постраждали внаслідок атак їхніх кораблів. Грос-адмірал Карл Деніц швидко видав командувачам Крігсмаріне наказ «Лаконія», який спеціально забороняв проводити надалі будь-які подібні спроби та започаткував необмежену підводну війну, що велася країнами Осі до кінця війни.
Пілоти B-24 помилково доповіли, що вони потопили U-156, і були нагороджені медалями за хоробрість. Ані американські пілоти, ані їхній командир не були покарані чи піддані розслідуванню, і американське командування тихо «забуло» про цю справу. Під час Нюрнберзького процесу прокурор спробував навести наказ «Лаконія» як доказ воєнних злочинів Деніца та його підводників. Але цей хід мав зворотний ефект, викликавши велике збентеження в Сполучених Штатах після того, як повний звіт про інцидент став відомий широкому загалу та стала відома справжня причина появи «наказу Лаконії».

## Історія

### «Лаконія»
«Лаконія» була побудована у 1921 році компанією Swan, Hunter & Wigham Richardson Ltd. у Волсенді як цивільний океанський лайнер. У січні 1923 року «Лаконія» розпочала перший кругосвітній круїз, який тривав 130 днів із заходом у 22 порти. 8 вересня 1925 року лайнер зіткнувся з британською шхуною Lucia P. Dow в Атлантичному океані за 60 морських миль (110 кілометрів) на схід від Нантакета, штат Массачусетс. «Лаконія» буксирувала шхуну 120 морських миль (220 кілометрів), перш ніж передати буксирування американському буксиру Resolute.
24 вересня 1934 року «Лаконія» знову потрапила у морську аварію біля узбережжя США під час подорожі з Бостона до Нью-Йорка, зіткнувшись у густому тумані з американським вантажним судном Pan Royal. Обидва кораблі зазнали серйозних пошкоджень, але змогли продовжити рух власним ходом. «Лаконія» повернулася до Нью-Йорка для ремонту та відновила рейси в 1935 році.
З початком Другої світової війни її реквізували для військових дій і до 1942 року переобладнали на допоміжний військовий корабель. На момент інциденту вона перевозила переважно італійських військовополонених з Кейптауна до Фрітауна під командуванням капітана Рудольфа Шарпа. На борту корабля перебували 463 офіцери та екіпаж, 87 цивільних осіб, 286 британських солдатів, 1793 італійських полонених і 103 польських солдати, які охороняли полонених.

### Атака на судно
О 22:00 12 вересня 1942 року німецький підводний човен U-156 патрулював біля узбережжя західної Африки, на півдорозі між Ліберією та островом Вознесіння. Командир підводного човна, корветтен-капітан Вернер Гартенштайн, помітив великий британський корабель, який плив один, і атакував його. Озброєні кораблі, а це означало більшість торговельних і військових транспортних засобів, були законними цілями для нападу без попередження. «Лаконія» підпадала під цю категорію, і о 10:22 вечора радист передав повідомлення на діапазоні 600 м (500 кГц): «SSS SSS 0434 South / 1125 West Laconia torpeded». «SSS» був кодом, який означав «атакований підводним човном». Були передані додаткові повідомлення, але немає записів про те, що вони були отримані будь-яким іншим судном або станцією.
Попри тому, що на «Лаконії» було достатньо рятувальних шлюпок для всього персоналу та пасажирів, зокрема й для італійських полонених, важкий крен судна не дозволив спустити половину з них на воду, доки судно не почало осідати та тонути. Ув'язнених залишили напризволяще в замкнених вантажних трюмах, коли судно затонуло, але більшості вдалося втекти, зламавши люки або піднявшись у вентиляційні шахти. Декількох було застрелено, коли група в'язнів кинулася до рятувальної шлюпки, і велику кількість забили багнетами до смерті, щоб не допустити їхньої посадки на одну з небагатьох доступних рятувальних шлюпок. Польська охорона була озброєна гвинтівками із закріпленими багнетами; однак вони не були заряджені й до того ж охоронці не мали боєприпасів. Свідки казали пізніше, що небагатьох полонених застрелили. Натомість більшість жертв було заколото багнетами.
На момент спуску останніх рятувальних шлюпок більшість тих, хто вижив, уже опинилися у воді, тому на деяких рятувальних шлюпках було мало пасажирів. Лише один рятувальний пліт покинув судно з полоненими на борту; решта стрибнули в океан. Пізніше ті, хто вижив, розповідали, як союзники італійців у воді або розстрілювали, або їм відрубували руки сокирами, якщо вони намагалися залізти в рятувальну шлюпку. Кров незабаром привабила акул. Капрал Діно Монте, один із небагатьох італійців, які вижили, заявив: «…акули металися серед нас. Хапали [когось] за руку, [комусь] відкушуючи ногу. Інші більші звірі ковтали цілі тіла». Коли «Лаконія» носом вниз пішла на дно, U-156 сплив, щоб захопити вцілілих старших офіцерів корабля. На свій подив, німці побачили понад 2 000 людей, які боролися у воді.

### Рятувальна операція
Зрозумівши, що пасажири були в основному військовополоненими та цивільними, Гартенштайн негайно розпочав рятувальну операцію під прапором Червоного Хреста. «Лаконія» затонула о 23:23, більше ніж через годину після нападу. О 01:25 ночі 13 вересня Гартенштайн надіслав кодоване радіоповідомлення командуванню підводних сил Крігсмаріне (нім. Befehlshaber der U-Boote), попередивши їх про ситуацію. Він доповів:

| «Затоплена Гартенштайном британська «Лаконія», квадрат FF7721, 310 градусів. На жаль, з 1500 італійськими військовополоненими; наразі 90 виловлено з води. 157 кубометрів (нафта). 19 торпед, пасат 3. Запитую подальші накази» Оригінальний текст (нім.) «Versenkt von Hartenstein Brite "Laconia". Marinequadrat FF 7721 310 Grad. Leider mit 1500 italienischen Kriegsgefangenen. Bisher 90 gefischt. 157 cbm. 19 Aale, Passat 3, erbitte Befehle.» |
Керівник підводних операцій адмірал Карл Деніц негайно наказав семи підводним човнам із вовчої зграї «Айсбер», які зосереджувалися для участі в запланованій раптовій атаці на Кейптаун, прямувати на місце події, щоб забрати тих, хто вижив. Потім Деніц повідомив Берлін про ситуацію та вжиті ним дії. Гітлер був розлючений і наказав припинити порятунок. Адмірал Еріх Редер наказав Деніцу скасувати розпорядження для човнів зграї «Айсбер», серед яких був U-156 Гартенштайна, і відправити їх до Кейптауна згідно з початковим планом. Тоді Редер наказав U-506 під командуванням капітан-лейтенанта Еріха Вюрдеманна, U-507 під командуванням корветтен-капітана Гарро Шахта та італійського підводного човна «Команданте Каппелліні» перехопити Гартенштейна, щоб забрати з його борту вцілілих, а потім продовжити рух до «Лаконії» та врятувати будь-яких італійців, яких вони зможуть знайти. Редер також попросив французів Віші надіслати військові кораблі з Дакара та Кот-д'Івуару, щоб забрати вцілілих італійців з трьох підводних човнів.
Вішіське керівництво відправило 7600-тонний крейсер «Глуар» з Дакара та два шлюпи, швидкий 660-тонний «Аннаміт» і повільніший 2000-тонний «Дюмон-д'Юрвіль», з Конакрі, Французька Гвінея, і Котону, Дагомея, відповідно. Деніц вивів човни групи «Айсбер» і повідомив Гартенштайна про наказ Редера, але той замінив U-159 капітан-лейтенанта Гельмута Вітте на U-156 у групі «Айсбер» і надіслав наказ: «Усі човни, включаючи Гартенштайна, беруть на човен лише стільки людей, скільки дозволить йому бути повністю готовим до дії в разі занурення».
Невдовзі U-156 опинився перенавантаженим, маючи на палубі майже 200 вцілілих, у тому числі п'ять жінок, і ще 200 були на буксирі на чотирьох рятувальних шлюпках. О 6 годині ранку 13 вересня Гартенштайн передав повідомлення у 25-метровому діапазоні англійською мовою, а не кодом, для всіх кораблів у цьому районі, повідомляючи свою позицію, вимагаючи допомоги в рятувальних операціях і обіцяючи не нападати. У ньому говорилося: «Якщо будь-який корабель надасть допомогу екіпажу „Лаконії“, який зазнав аварії, я не нападу на нього, за умови, що мене не атакують кораблі чи авіація. Я підібрав 193 людини. 4°-53» на південь, 11°-26" на захід. — німецький підводний човен".
Британці у Фрітауні перехопили це повідомлення, але, вважаючи, що це може бути хитрість війни, відмовилися повірити йому. Через два дні, 15 вересня, американцям було передано повідомлення про те, що «Лаконію» було торпедовано, а британське торгове судно Empire Haven прямує, щоб забрати вцілілих. «Погано сформульоване повідомлення» розумілося як те, що «Лаконія» була потоплена лише того дня, і не згадувалося, що німці брали участь у спробі порятунку за умови припинення вогню або що нейтральні французькі кораблі також прямували на місце катастрофи.
U-156 залишався на поверхні на місці події наступні дві з половиною доби. Об 11:30 ранку 15 вересня до нього приєднався U-506, а через кілька годин U-507 і «Команданте Каппелліні». Чотири підводні човни з рятувальними шлюпками на буксирі та сотнями вцілілих, що стояли на їхніх палубах, попрямували до африканського узбережжя та зустрілися з надводними військовими кораблями Франції Віші, які вирушили з Сенегалу та Дагомеї.

### Перша атака американців
Вночі підводні човни розділилися. 16 вересня об 11:25 U-156 був помічений американським бомбардувальником B-24 «Ліберейтор», що летів з секретної авіабази на острові Вознесіння. Підводний човен рухався з прапором Червоного Хреста, накинутим на його бойову палубу. Гартенштайн подав сигнал пілоту азбукою Морзе та англійською, просячи допомоги. Британський офіцер також надіслав літаку повідомлення: «Офіцер британської авіації говорить з німецького підводного човна, на борту вцілілі з „Лаконії“, солдати, цивільні, жінки, діти».
Лейтенант американських ПС Джеймс Д. Гарден не відповів на повідомлення; відвернувшись, він проінформував свою базу про ситуацію. Старший офіцер того дня, капітан Роберт С. Річардсон III, який стверджував, що не знав, що це була санкціонована Червоним Хрестом німецька рятувальна операція, наказав B-24 «потопити субмарину». Пізніше Річардсон стверджував, що він вважав, що правила війни того часу не дозволяли бойовим кораблям носити прапори Червоного Хреста. Він побоювався, що німецький підводний човен атакує два вантажні кораблі союзників, які британці перенаправили до місця. Він припускав, що німецька субмарина рятувала лише італійських військовополонених. У своїй оцінці він вважав, що підводний човен може виявити та обстріляти секретний аеродром Вознесіння та склади пального, таким чином відрізавши критично важливий повітряний шлях постачання союзників для британських військ у Єгипті та радянських військ у Росії.
Гарден повернувся до місця рятувальних робіт і о 12:32 атакував авіаційними та глибинними бомбами. Одна впала серед рятувальних шлюпок, які буксирувалися позаду U-156, убивши десятки тих, хто вижив, ще дехто постраждав з числа, що перебували на самій субмарині. Гартенштайн відчепив ті рятувальні човни, які ще були на плаву, і наказав уцілілим на своїй палубі спуститися у воду. Підводний човен повільно занурювався, щоб дати тим, хто все ще був на палубі, можливість вибратися у воду та втекти. Згідно зі звітом Гардена, він здійснив чотири атаки на підводний човен. На перших трьох глибинні бомби і авіабомби не спрацювали, на четвертому він влучно скинув дві бомби. Пізніше екіпаж «Ліберейтора» був нагороджений медалями за нібито потоплення U-156, хоча насправді вони потопили лише дві рятувальні шлюпки.
Проігнорувавши прохання Гартенштайна залишатися в районі, де їх врятують французи, два рятувальні човни вирішили прямувати до Африки. Один, який розпочав подорож із 68 людьми на борту, досяг африканського узбережжя через 27 днів, на борту вижило лише 16 осіб. Іншого врятував британський траулер після 40 днів їх перебування у відкритому океані. Тільки четверо з 52 постраждалих були ще живі.

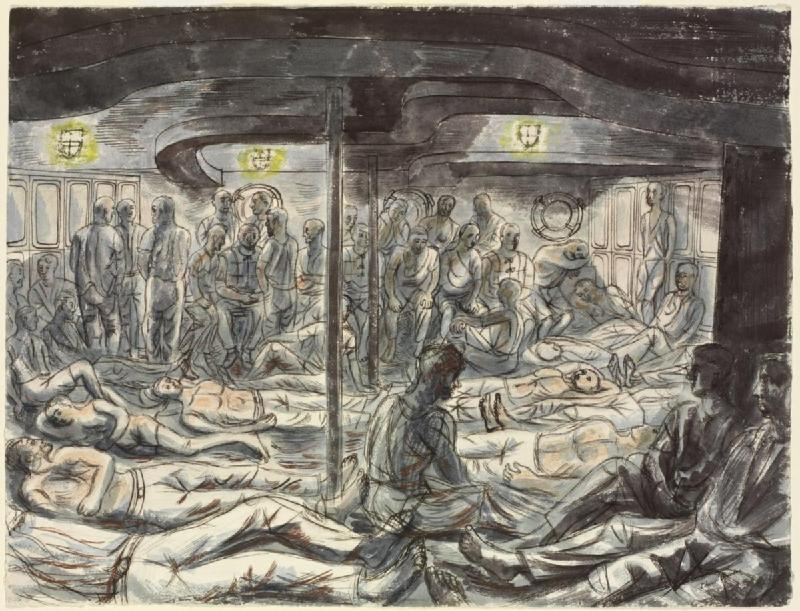
Врятовані після затоплення «Лаконії» британські військові на борту французького крейсера «Глуар»

Не знаючи про напад американців, U-507, U-506 і «Каппелліні» продовжували підбирати вцілілих. Наступного ранку командир Реведін з «Каппелліні» виявив, що він рятує тих, хто вижив і яких скинув U-156 через атаку. Об 11:30 ранку Реведін отримав таке повідомлення: «Бордо — „Каппелліні“: повідомляю про атаку, яку вже зазнали інші підводні човни. Будьте готові до занурення в разі нападу ворога. Помістіть потерпілих корабельної аварії на плоти, за винятком жінок, дітей та італійців, і тримайтеся у квадраті сітки 56 у зоні 0971, де ви пересадите постраждалих на французькі кораблі. Британців тримайте у полоні. Слідкуйте за літаками та підводними човнами противника. Кінець повідомлення.»
U-507 і U-506 отримали підтвердження від штабу про напад на U-156 і їх запитали про чисельність врятованих. Командир U-507 Шахт відповів, що він врятував 491, з яких 15 жінок і 16 дітей. Командир U-506 Вурдеман підтвердив 151, у тому числі дев'ятьох жінок і дітей. Наступною радіограмою штаб наказав командирам субмарин кинути у дрейф усіх уцілілих британців і поляків, позначити їхні позиції та дати їм вказівку залишатися точно там, де вони були, а потім на максимальній швидкості рушити до місця рандеву. Втім, німецькі командири вирішили не кидати на дрейф тих, хто вижив.
П'ять B-25 зі складу ескадрильї, що постійно базувалася на острові Вознесіння і B-24 Гардіна продовжували шукати підводні човни від світанку до заходу сонця. 17 вересня один B-25 побачив рятувальні шлюпки «Лаконії» та повідомив вище командування про їхнє розташування. B-24 Гардіна помітив U-506, на борту якого був 151 вцілілий, у тому числі дев'ять жінок і дітей, і атакував. Під час першого заходу бомби не зійшли, U-506 здійснив екстрене занурення, а під час другого заходу B-24 скинув дві авіабомби по 500 фунтів (227 кг) і дві глибинні бомби по 350 фунтів (159 кг), але вони не завдали шкоди.
Того ж дня британці з Фрітауна надіслали на острів Вознесіння неоднозначне повідомлення, в якому повідомляли, що три французькі кораблі з Дакара прямують до місця катастрофи. Капітан Річардсон припустив, що французи мали намір вторгнутися на острів, тому подальші атаки на підводні човни противника були скасовані, щоб підготуватися до відбиття вторгнення.
Французький крейсер «Глуар» підібрав 52 вцілілих, усі британці, ще за 100 км (54 морські милі) від місця рандеву. Потім «Глуар» зустрівся з шлюпом «Аннаміт», причому U-507 і U-506 зустрілися в точці зустрічі трохи після 14:00 17 вересня. За винятком двох британських офіцерів, які перебували на борту U-507, усі вцілілі були переведені на рятувальні кораблі. «Глуар» відплив і протягом чотирьох годин врятувала ще 11 рятувальних човнів. О 22:00 французький крейсер знайшов інший рятувальний човен і вирушив на заплановане рандеву з «Аннамітом».
О першій годині ночі спостерігач на крейсері помітив світло на горизонті й ще 84 вцілілих були врятовані. О 9:30 ранку французькі кораблі зустрілися і «Аннаміт» переправив своїх уцілілих на «Глуар». Потім було підраховано: 373 італійців, 70 поляків і 597 англійців, серед яких 48 жінок і дітей. «Глуар» прибув у Дакар 21 вересня для поповнення запасів перед тим, як відплисти до Касабланки, прибувши туди 25 вересня. Після прибуття полковник Болдуін від імені всіх британців, що вижили, передав капітану «Капелліні» листа, у якому говорилося наступне:
"Ми, нижчепідписані офіцери флоту, армії та повітряних сил Його Величності та торговельного флоту, а також від імені польського підрозділу, військовополонених, жінок і дітей, хочемо висловити вам нашу найглибшу та найщирішу подяку за все, що ви зробили ціною дуже великих труднощів для вашого корабля та його екіпажу; ви зробили це, врятувавши нас, тих, хто вижив з транспортного корабля Його Величності «Лаконія».
Підводний човен «Капелліні» не зміг знайти французькі військові кораблі, тому зв'язався по радіо для отримання інструкцій і чекав відповіді. Французький шлюп «Дюмон-д'Юрвіль» був відправлений у точку рандеву з «Каппелліні» і випадково врятував рятувальну шлюпку з британського вантажного судна Trevilley, яке було торпедовано 12 вересня. Після безуспішних пошуків інших, хто вижив на Trevilley, 20 вересня «Дюмон-д'Юрвіль» зустрівся з «Каппелліні». За винятком шістьох італійців і двох британських офіцерів, решту вцілілих перевезли до «Дюмон-д'Юрвіля», який пізніше передав італійців на «Аннаміт», який 24 вересня перевіз їх до Дакара. З 2741 первісного складу, що перебували на борту «Лаконії», вижило лише 1083. З 1658 загиблих 1420 були італійськими військовополоненими. За деякими оцінками кількість загиблих становить 1757 осіб.
З Касабланки більшість уцілілих було доставлено до марокканської Медіуни, щоб чекати транспортування до таборів для військовополонених у Німеччині. 8 листопада вторгнення союзників у Північну Африку ознаменувало визволення частини вцілілих, яких взяли на борт корабля «Антон», який перевіз їх до США.

## Свідоцтва постраждалих
Доріс Гоукінс, місіонерська медсестра, пережила затоплення «Лаконії» та 27 днів провела у дрейфі на дев'ятій рятувальній шлюпці, нарешті зійшовши на берег у Ліберії. Після п'яти років перебування в Палестині вона поверталася на лайнері до Англії разом з 14-місячною Саллі Кей Рідман, коли її втратили у відкритому морі, а сестру підібрали в рятувальну шлюпку. Після свого остаточного повернення до Англії Доріс Гоукінс написала памфлет під назвою «Атлантична торпеда», опублікований Віктором Голланчем у 1943 році. У ньому вона пише про моменти, коли Саллі була втрачена: «Ми опинилися на вершині рук і ніг ураженої панікою маси людей. Рятувальна шлюпка була наповнена чоловіками, жінками та дітьми, сильно протікала і водночас билася об борт корабля. Човен повністю наповнився і пішов під воду. Я навіть тоді не чула її плачу, і я впевнена, що Бог негайно забрав її до себе без страждань. Я ніколи більше її не бачила».
Доріс Гоукінс була однією з 16, хто вижив (із 69 у рятувальній шлюпці, коли її кинуло у дрейф з підводного човна). Останні воєнні роки вона особисто відвідувала родини загиблих, що були з нею в рятувальній шлюпці, повертаючи пам'ятні знаки, довірені ними в передсмертні хвилини.

## Наслідки
Інцидент з «Лаконією» мав далекосяжні наслідки. До цього моменту були звичайними ситуації, коли підводні човни надавали допомогу врятованим з постраждалих суден, забезпечуючи їх їжею, водою, медичною допомогою для поранених і компасом, який давав можливість зорієнтуватися й рушити до найближчої ділянки суходолу. Надзвичайно рідко ставалося, що на борт підбирали тих, хто вижив, оскільки місця на підводному човні ледве вистачало для власного екіпажу. 17 вересня 1942 року у відповідь на цей інцидент адмірал Карл Деніц видав наказ під назвою «Тритон Нуль», пізніше відомий як наказ Лаконія. У ньому Деніц заборонив екіпажам підводних човнів намагатися врятувати; тих, хто вижив, залишали в морі. Втім, німецькі підводники час від часу надавали допомогу тим, хто вижив.
У 1946 році, на Нюрнберзькому процесі, організованому союзниками, Деніца звинуватили у воєнних злочинах. Видання ним наказу Лаконія було одним з ключових тем обвинувачення, але цей приклад зіграв зі зворотнім ефектом. Його оголошення дозволило захисту звинувачених докладно перерахувати численні випадки, коли німецькі підводники діяли гуманно, натомість у подібних ситуаціях союзники поводилися бездушно. Деніц зазначив, що сам наказ став прямим результатом цієї бездушності та нападу американської авіації на його човен при проведенні ним рятувальної операції.
Американці також практикували необмежену підводну війну, діючи в бойових умовах у відповідності до свого власного еквівалента наказу Лаконії, який почав діяти з моменту їх вступу у війну. Адмірал флоту Честер Німіц, головнокомандувач Тихоокеанського флоту США під час війни, надав невибагливі письмові свідчення на користь Деніца на суді, що ВМС США вели необмежену підводну війну в Тихому океані з самого першого дня війни. В результаті, ці свідчення змусили Нюрнберзький трибунал не виносити вирок Деніцу за це порушення міжнародного права, навіть попри тому, що він все одно був засуджений за іншими обвинуваченнями.